# 不統、不獨、不武
不統、不獨、不武（英語：No unification, No independence and No use of force）是一個政治名詞與口號，由中華民國總統馬英九在2008年總統大選中提出作為政見，也是其任內的兩岸政策原則之一，相對於三不政策（不接觸、不談判、不妥協），又稱新三不政策。常被認為是九二共識、一中共表及憲法一中的補充。主要內容為不推動两岸統一、也不會宣布台灣獨立以及兩岸之間不進行軍事戰爭。在馬英九執政後，這個原則取代了陳水扁時代的四不一沒有，一般認爲即維持現狀。

## 歷史

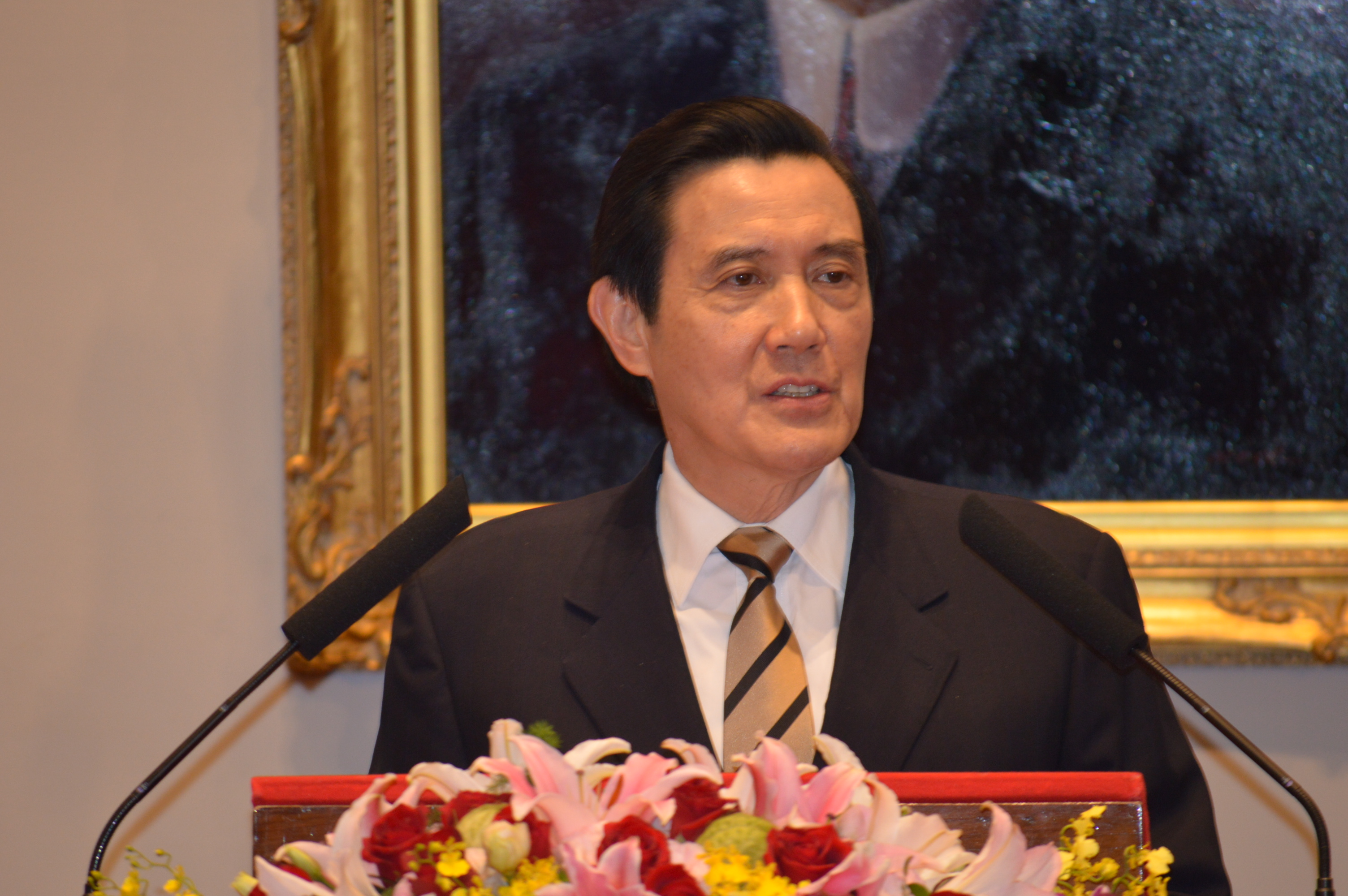
時任中華民國總統馬英九

「不統、不獨、不武」的口號，最早由蘇起在2007年提出，成為馬英九在2008年總統大選中的政見。2008年李光耀接受中央社訪問，認為馬英九提出不統、不獨、不武的主張讓兩岸情勢緩和進步，但未堅持中國國民黨原本的終極統一立場。
2015年4月，馬英九在陸委會重申新三不政策，也就是保證不推動「兩個中國、一中一台、台灣獨立」。
6月3日「抗戰70週年紀念」的視訊會議上，馬英九進一步表示，首先使用「現狀」一詞說明兩岸關係的，就是他在2008年的就職演說，承諾將以不統、不獨、不武，並在《中華民國憲法》架構下，以「九二共識、一中各表」為基礎推動兩岸關係，這就是構成現狀的主要元素。馬英九說，現在與7年前的「現況」非常不一樣，兩岸關係已經進展到相當程度，兩岸人民都認為有必要繼續保持現狀；即使是反對黨總統參選人也說要支持現狀，這是有趣的發展，因為反對黨領袖通常主張改變現狀；另外，7年前他就承諾，不會與中國大陸進行統一的政治對話，也不會宣佈獨立，現狀就是不統、不獨、不武，維持這三點就能維持現狀，但他不確定民眾對未來的總統能夠做到這一點是否仍保有信心。馬英九並提到，「一個中國」就是中華民國，他不會推動兩個中國、一中一台或是台灣獨立的政策，這些保證成為讓現狀很穩固的基石，而此現狀是現在的現狀，不是7年前民進黨執政時代的現狀。
國民黨大陸事務部主任桂宏誠在一場由中國文化大學舉辦的研討會上說，國民黨支持兩岸在未來走向終極統一，而不統、不獨、不武的主張，則是現在不會進行統一。另外，「不統、不獨、不武」的主張被评论员李家泉歸入獨台之中。
2018年11月7日，暨馬習會三週年之際，財團法人馬英九文教基金會與國立政治大學國際事務學院中共國際戰略研究中心、外交政策研究中心7、8日於台灣大學法學院霖澤館國際會議廳，共同舉行「馬習會三周年政策研討會」，邀請各方學者專家及具兩岸事務經驗人士，探討兩岸關係何去何從。馬英九致詞時表示，要維持兩岸現狀就不能拒絕「九二共識，一中各表」，他指出「九二共識」是兩岸關係發展的關鍵，並認為目前以「不排斥統一、不支持台獨、不使用武力」的原則維持兩岸和平發展的現狀對台灣才是最佳選擇。